# 惺山高等学校
惺山高等学校（せいざんこうとうがっこう、英: Seizan High School）は、山形県山形市にある私立高等学校。運営主体は学校法人山本学園。

## 設置学科
- 全日制課程
  - 普通科
    - 特進コース（国公立大学や難関私立大学の現役合格を目指す）
    - 普通コース（1年次よりわかれる:進学クラス、普通クラス）
      - 進学クラス：医療、看護系、大学、短大を目指す
      - 普通クラス：公務員、一般企業、専門学校を目指

  - 商業科：2年次よりコースを選択
    - ビジネスコース（ 商業系の検定取得や、商品開発、企業訪問など実践的な学習を行う。商業・経営・経済系の大学・短大・専門学校への進学、金融系・事務職・販売業への就職を目指す）
    - クリエイティブコース（情報処理系の検定取得や、選択科目としてアニメーション基礎・アニメーション応用を学べる。情報・経済系の大学・短大・専門学校への進学、事務職・ICTスキルを活かせる就職を目指す）

  - 衣創科
    - ファッションデザインコース（専門的な知識や技術を学び、ファッションデザインに関する総合力を身に付ける。デザインや製作の授業を、企業や顧客のニーズにあわせた製品デザインを実践を通じて学ぶ。また、生徒自らの手で企画・制作・運営のすべてに取り組むファッションショーを行い、企画力・技術力を身に付ける。アパレル企業や地元有名縫製系やへの就職、デザイン系大学への進学を目指す）
- 通信制課程

## 沿革
（沿革節の主要な出典は公式サイト）
- 1919年（大正8年）5月：渡利アイ 小姓町に渡利裁縫塾を開設。
- 1921年（大正10年）8月：竹田裁縫女学校として発足。
- 1948年（昭和23年）4月：竹田技芸専門学校と改称。
- 1951年（昭和26年）11月：学校法人山本学園設立許可。
- 1962年（昭和37年）4月：竹田女子高等学校開校（普通科・家庭科を設置）。
- 1963年（昭和38年）4月：竹田女子高等学校に商業科併設。
- 1975年（昭和50年）4月：竹田女子高等学校家庭科を家政科に改称。
- 1987年（昭和62年）4月：校名を山本学園高等学校と改め男女共学校として発足[2][3]。
  - 3学科（普通科・商業科・家政科）
  - 6コース（特進・普通・一般商業・情報処理・和装美学・服飾デザイン）
- 1988年（昭和63年）4月：山本学園高等学校家政科を衣創科と改称。
- 1989年（平成1年）4月：鈴木幹雄校長に就任。
- 1991年（平成3年）10月：創立70周年記念式典、円形校舎改装。
- 1995年（平成7年）4月：山本恒雄校長に就任。
- 1996年（平成8年）11月：飯塚グラウンド購入。
- 1998年（平成10年）2月：第二体育館完成。
- 2002年（平成14年）4月：佐々木幹男校長に就任。
- 2005年（平成17年）
  - 4月：森谷俊昭校長に就任。
  - 8月：クーラー設置（円型校舎）。
- 2013年（平成25年）9月：本館校舎・第1体育館の耐震化工事完了。
- 2017年（平成29年）3月：円形校舎の解体。新校舎完成。
- 2019年（令和元年）：1人1台Chrome book。すららなどのアプリを使用開始。ICT教育の強化。
- 2020年（令和2年）：体育着デザインの変更。
- 2021年（令和3年）
  - 各教室にプロジェクター設置。第1体育館の塗装塗り直しや照明変更。
  - 11月：創立100周年記念式典とファッションショー実施。
- 2022年（令和4年）4月：校名を惺山高等学校に変更[4]。制服デザインの変更。
- 2023年（令和5年）4月：通信制課程を設置[5]。

## 部活動
運動部
- 野球
- サッカー
- 女子野球
- 女子サッカー
- 剣道（男・女）
- 男子卓球
- 女子卓球
- 陸上（男・女）
- 女子バレーボール
- 男子バスケットボール
- 男子バドミントン
- 女子バドミントン
- ボウリング（男・女）
- 女子ハンドボール
- 男子ハンドボール
- テニス（男・女）
- 女子ソフトテニス[6]

文化部
- IT/e-Sports!
- メディアクリエイト
- 華道
- 書道
- 茶道
- 美術
- 吹奏楽
- インターアクト
- 家庭
- ダンスドリル
- 軽音楽愛好会[6]

## アクセス
JR東日本 山形駅（山形新幹線、奥羽本線（山形線）、仙山線、左沢線）西口より徒歩15分

## 著名な出身者
- 粟津凱士（プロ野球選手、埼玉西武ライオンズ）
- 菅井信也（プロ野球選手、埼玉西武ライオンズ）
- 風間太樹（映画監督）
- 佐藤唯（タレント）